# Хачатрян, Арутюн Рубенович (режиссёр)
Арутюн Рубенович Хачатрян (арм. Հարություն Ռուբենի Խաչատրյան, англ. Harutyun Khachatryan; род. 9 January 1955) — армянский режиссёр, сценарист, оператор, продюсер, один из основателей и директор Ереванского международного кинофестиваля «Золотой Абрикос». Народный артист Армении (2013), действительный член Европейской Киноакадемии, лауреат Государственной премии Армении, премии Фонда Принца Клауса (Нидерланды), кавалер медали Мовсеса Хоренаци, а также ордена Искусств и литературы от Министерства культуры Франции.

## Биография
Арутюн Хачатрян родился 9 января 1955 года в Ахалкалаке (Грузия).
1977—1981 — учился на режиссёрском отделении факультета культуры Ереванского педагогического института им. Абовяна.
1985—1989 гг. — работал в творческом объединении документальных фильмов режиссёром. С 1989 г. работал режиссёром-постановщиком на киностудии «Арменфильм».
С 2004 г. — основатель и генеральный директор Ереванского Международного кинофестиваля «Золотой Абрикос».
Действительный член Европейской Киноакадемии, лауреат премии Ленинского комсомола (1989), Государственной премии Армении (2003), премии Фонда Принца Клауса (Нидерланды, 2007), кавалер медали Мовсеса Хоренаци, а также ордена искусств и литературы Франции за заслуги в области искусства и литературы. Его фильмы неоднократно удостаивались призов и наград на различных международных кинофестивалях. В 2010 году режиссёр удостоился награды Нильссона Американского Альянса Независимых кинематографистов.
В 2022 году удостоен премии «Звёзды Содружества».

Ретроспективы фильмов Арутюна Хачатряна были показаны на международных кинофестивалях в Тбилиси, Мельбурне, Телурайде,Мадриде, Мехико, Израиле, а также вне фестивальных программ в Италии и Словении. 

## Фильмография
- 1981 — Голоса нашего квартала
- 1985 — В гостях у командира (совм. с Н. Оганесяном)
- 1985 — Хроника одного происшествия
- 1986 — Три раунда из жизни Владимира Енгибаряна
- 1987 — Конд

Участие в фестивалях и награды
- Первый приз, Фестиваль молодых кинематографистов, Москва, 1987;
- Первый приз за лучший документальный фильм, МКФ «Молодость», Киев, 1988,
- Специальный приз жюри, 20-й МКФ документальных фильмов, Нион, 1988,
- Приз за лучший документальный фильм, АлмаAтa, Фестиваль Фестивалей, 1988;
- Приз за лучший документальный фильм, Свердловск, Фестиваль документального кино, 1988;
- Приз «Лучший фильм года», Тбилиси, 1988;
- Премия Ленинского комсомола, 1989.

Отобран для Международного кинофестиваля документальных фильмов в Амстердаме, 1988; Международного кинофестиваля документальных фильмов в Мюнхене, 1989. Включен в специальные программы Берлинского МКФ, февраль 1991; Венецианского МКФ, сентябрь 1991; Американского института кино] в Лос-Анджелесе, июнь 1992; Центра Кеннеди в Вашингтоне, июль 1992; включен в Ретроспективу армянского кино в Центре Жоржа Помпиду в Париже, июнь-октябрь 1993.
- 1988 — Белый город

Участие в фестивалях и награды:
- Приз «Серебряный Сестерций» 21-го МКФ документальных фильмов в Нионе, 1989;
- Премия Ленинского комсомола, 1989.

Показан на следующих международных фестивалях: Международный кинофестиваль документальных фильмов, Амстердам, 1988; Париж, Реальное кино, 1988; МКФ «Послание к Человеку», Ленинград, 1989; КФ документального кино, Свердловск, 1989; МКФ документальных фильмов в Мюнхене, 1989. Включен в специальные программы Берлинского МКФ, февраль 1991; Венецианского МКФ, сентябрь 1991; Американский институт кино, Лос-Анджелес, июнь 1992; Центр Кеннеди, Вашингтон, июль 1992; включен в Ретроспективу армянского кино в Центре Жоржа Помпиду, Париж, июнь-октябрь 1993.
- 1989 — Ветер забвения

Участие в фестивалях: 

Фильм был отобран на участие в фестивале Американского Института Кино в Лос-Анджелес (июнь 1992), фестивале Центра Кеннеди в Вашингтоне (июль 1992), был также показан на фестивалях в Монреале, Бостоне, Париже и Лугано; включен в Ретроспективу армянского Кино в Центре Помпиду в Париже (июнь — октябрь 1993).
- 1991 — Возвращение на обетованную землю

Участие в фестивалях и награды:
- Три приза, в том числе Приз Экуменического жюри на МКФ «Послание к Человеку», Санкт-Петербург, 1993;
- Приз Гильдии киноведов и кинокритиков России «Белый Слон», 1993;
- Специальный Приз МКФ, Дьор, май 1993;
- Приз за режиссуру на Армяно-российском кинофестивале, Капан, Армения, 2000;
- Приз Армянской ассоциации киноведов и киножурналистов «Лучший фильм десятилетия», 2002.

«Возвращение на обетованную землю» показан на Международном кинофестивале в Роттердаме (1992), фестивале Американского института кино в Лос-Анджелесе (июнь 1992), фестивале Центра Кеннеди в Вашингтон (июль 1992), 26-м Международном кинофестивале документального кино в Нионе (1993), включен в Ретроспективу армянского кино в Центре Жоржа Помпиду, Париж (июнь-октябрь 1993).
- 1994 — Последняя станция

Участие в фестивалях:
Включен в программу Роттердамского, Парижского кинофестивалей, а также международный кинофестивалях в Лос-Анджелесе, Монреале, Каире и Лондоне.
- 2003 — Документалист

Участие в фестивалях и награды:
- Специальный приз жюри на МКФ в Карловых Варах, 2003;
- Государственная премия Армении в области театра и кино за 2003 год;
- Номинант премии Российской киноакадемии «НИКА», лучший фильм СНГ и Балтии Москва, 2003;
- Приз Армянской ассоциации киноведов и кино¬журналистов «За лучший фильм года» 2003;
- Премия кинокритиков на МКФ «Листопад» Минск, Белоруссия, 2003;
- Приз как лучшему режиссёру на МКФ АРСЕНАЛ в Риге, 2004;
- Специальный приз жюри на кинофестивале в Смоленске, 2004.

«Документалист» был включен в программу следующих международных кинофестивалей: Монреаль, Канада, 2003, Роттердам, 2004; Гётеборг, Швеция, 2004, БуэносАйрес, Аргентина, 2004; «goEast» 2004, Висбаден, Германия; Миннеаполис, США, 2004;, MEDIAWAVE Дьёр, Венгрия, 2004,; «Фестиваль Фестивалей» Санкт-Петербург, 2004; 58 МКФ Эдинбург, Великобритания, 2004; Штутгарт, Германия, 2004; FESTIVAL RENCONTRES INTERNATIONALE 2004, Париж; ZINEBI 2004, Бильбао, Испания; MedFilmFestivа l 2004, Рим; Пусан, Южная Корея, 2004 и др.
- 2006 — Возвращение поэта

Участие в фестивалях:
МКФ Роттердам (2006); МКФ Карловы Вары (2006), МКФ Аьба, Италия, (2006), МКФ FID Marseille (France, 2006), МКФ Эдинбург, Англия (2006), МКФ Новая Зеландия (2006), МКФ Era New Horizons, Польша (2006), МКФ Мельбурн (2006), МКФ «Дидор», Таджикистан (2006), МКФ Бухарест, Румыния (2007), МКФ Батуми, Грузия (2007), МКФ Тбилиси, Грузия (2007) и др.
- 2009 — Граница
- Платиновая Премия REMI на WorldFest, Хьюстон, США (2009)
- Лучший документальный фильм, МКФ в Сиракузах, США (2009)
- Лучший документальный фильм, Фестиваль стран СНГ и Балтии «Киношок», Россия (2009)
- Специальный приз жюри критиков, МКФ Romania, Румыния (2009)
- Гран-при, МКФ Анталия, Турция (2009)
- Специальный приз телеканала «МИР», МКФ Листопад, Беларусь (2009)
- Лучший документальный фильм, МКФ в Хихоне, Испания (2009)
- Награда мониторинговой Миссии ЕС в Грузии «Права человека и мир», МКФ в Тбилиси (2009)
- Премия Дарко Братина, лучший фильм года, Киноателье, Италия (2009)
- Премия FIPRESCI, МКФ Фрибур, 2010

Номинирован на премию «Ника» в номинации лучший иностранный фильм.

## Личные
- 2012 — лучший режиссёр (национальная кинопремия «Айак»), за фильм «Граница»